# Liste von Namensreaktionen/V
| Entdecker                                               | Jahr                | Reagenzien                                                                         | Kurzbeschreibung                                                                                      | Zielmolekül(e)                                                                    | Quelle              |
| Van-Leusen-Reaktion                                     | Van-Leusen-Reaktion | Van-Leusen-Reaktion                                                                | Van-Leusen-Reaktion                                                                                   | Van-Leusen-Reaktion                                                               | Van-Leusen-Reaktion |
| ------------------------------------------------------- | ------------------- | ---------------------------------------------------------------------------------- | --- | --------------------------------------------------------------------------------- | ------------------- |
| Albert van Leusen                                       | 1977                | Ketone, Tosylmethylisocyanid (TosMIC)                                              | Reduktive Nitrilierung                                                                                | Nitrile                                                                           | [ 1 ]               |
| Reaktionsschema Van-Leusen-Reaktion                     |                     |                                                                                    | |                                                                                   |                     |
| Van-Leusen-Oxazolsynthese                               |                     |                                                                                    | |                                                                                   |                     |
| Albert van Leusen                                       | 1972                | Aldehyde, Tosylmethylisocyanid (TosMIC), Kaliumcarbonat                            | Deprotonierung, Bildung einer C-C-Bindung, Ringschluss, Aromatisierung                                | Oxazole                                                                           | [ 2 ]               |
| Reaktionsschema Van-Leusen-Oxazolsynthese               |                     |                                                                                    | |                                                                                   |                     |
| Van-Slyke-Methode                                       |                     |                                                                                    | |                                                                                   |                     |
| Donald D. van Slyke                                     | 1910                | primäre Aminogruppen, Salpetrige Säure                                             | Diazotierung, Abspaltung von Stickstoff                                                               | quantitative Bestimmung von Aminogruppen durch volumetrische Stickstoffbestimmung | [ 3 ]               |
| Reaktionsschema Van-Slyke-Methode                       |                     |                                                                                    | |                                                                                   |                     |
| Varrentrapp-Reaktion                                    |                     |                                                                                    | |                                                                                   |                     |
| Franz Varrentrapp                                       | 1840                | ungesättigte Carbonsäuren, Kalilauge                                               | | um zwei C-Atome verkürzte gesättigte Carbonsäuren                                 | [ 4 ]               |
| Reaktionsschema Varrentrapp-Reaktion                    |                     |                                                                                    | |                                                                                   |                     |
| Vasella-Bernet-Reaktion                                 |                     |                                                                                    | |                                                                                   |                     |
| Bruno Bernet, Andrea Vasella                            | 1979                | 6-Halogen-6-desoxyglucoside, Zink, N-Methylhydroxylamin                            | reduktive Fragmentierung, Bildung eines Nitrons, intramolekulare Cycloaddition                        | pentasubstituierte Cyclopentane                                                   | [ 5 ]               |
| Reaktionsschema Vasella-Bernet-Reaktion                 |                     |                                                                                    | |                                                                                   |                     |
| Vedejs-Hydroxylierung                                   |                     |                                                                                    | |                                                                                   |                     |
| Edwin Vedējs                                            | 1978                | Ketone, Lithiumdiisopropylamid, Vedejs-Reagenz                                     | Oxidation                                                                                             | α-Hydroxyketone                                                                   | [ 6 ]               |
| Reaktionsschema Vedejs-Hydroxylierung                   |                     |                                                                                    | |                                                                                   |                     |
| Victor-Meyer-Reaktion                                   |                     |                                                                                    | |                                                                                   |                     |
| Victor Meyer                                            | 1874                | Halogenalkane, Silbernitrit                                                        | nukleophile Substitution                                                                              | Nitroalkane                                                                       | [ 7 ]               |
| Reaktionsschema Victor-Meyer-Reaktion                   |                     |                                                                                    | |                                                                                   |                     |
| Victory-Reaktion                                        |                     |                                                                                    | |                                                                                   |                     |
| Pedro J. Victory                                        | 1992                | α,β-ungesättigte Carbonsäureester, Malonnitrile, Amidine/Ethylcyanoacetate         | Mehrkomponentenreaktion                                                                               | Pyrido[2,3-d]pyrimidine                                                           | [ 8 ]               |
| Reaktionsschema Victory-Reaktion                        |                     |                                                                                    | |                                                                                   |                     |
| Vilsmeier-Haack-Reaktion                                |                     |                                                                                    | |                                                                                   |                     |
| Anton Vilsmeier, Albrecht Haack                         | 1927                | Aromaten, N,N-disubstituierten Formamide, Phosphoroxychlorid                       | Bildung eines Chloriminium-Ions, elektrophile aromatische Substitution, Chlorid-Abspaltung, Hydrolyse | Aldehyde                                                                          | [ 9 ]               |
| Reaktionsschema Vilsmeier-Haack-Reaktion                |                     |                                                                                    | |                                                                                   |                     |
| Vinylcyclopropan-Cyclopropen-Umlagerung                 |                     |                                                                                    | |                                                                                   |                     |
| Norman P. Neureiter (benannt nach Molekülen)            | 1959                | Vinylcyclopropane                                                                  | Umlagerung                                                                                            | Cyclopropene                                                                      | [ 10 ]              |
| Reaktionsschema Vinylcyclopropan-Cyclopropen-Umlagerung |                     |                                                                                    | |                                                                                   |                     |
| Voigt-Reaktion                                          |                     |                                                                                    | |                                                                                   |                     |
| Karl Voigt                                              | 1886                | Amine, Benzoin, Salzsäure/Phosphorpentoxid                                         | Kondensation                                                                                          | α-Aminoketone                                                                     | [ 11 ]              |
| Reaktionsschema Voigt-Reaktion                          |                     |                                                                                    | |                                                                                   |                     |
| Volhard-Erdmann-Cyclisierung                            |                     |                                                                                    | |                                                                                   |                     |
| Jacob Volhard, Hugo Erdmann                             | 1885                | 1,4-difunktionale Verbindungen (z. B. Dinatriumsuccinat), Tetraphosphorheptasulfid | Cyclisierung                                                                                          | Thiophene                                                                         | [ 12 ]              |
| Reaktionsschema Volhard-Erdmann-Cyclisierung            |                     |                                                                                    | |                                                                                   |                     |
| Vollhardt-Reaktion                                      |                     |                                                                                    | |                                                                                   |                     |
| K. Peter C. Vollhardt                                   | 1977                | α,ω-Alkine, Alkine/Nitrile, Cyclopentadienyl(dicarbonyl)cobalt                     | [2+2+2]-Cycloaddition                                                                                 | annelierte Ringsysteme                                                            | [ 13 ]              |
| Reaktionsschema Vollhardt-Reaktion                      |                     |                                                                                    | |                                                                                   |                     |
| Von-Auwers-Umlagerung                                   |                     |                                                                                    | |                                                                                   |                     |
| Karl von Auwers                                         | 1903                | Alkyliden-4-(dichloromethyl)-4-methylcyclohexadiene                                | Umlagerung                                                                                            | Aromaten                                                                          | [ 14 ]              |
| Reaktionsschema Von-Auwers-Umlagerung                   |                     |                                                                                    | |                                                                                   |                     |
| von Pechmann-Reaktion                                   |                     |                                                                                    | |                                                                                   |                     |
| siehe Pechmann-Reaktion                                 |                     |                                                                                    | |                                                                                   |                     |
| von-Braun-Amid-Abbau                                    |                     |                                                                                    | |                                                                                   |                     |
| Julius von Braun                                        | 1904                | Amide                                                                              | | Halogenalkane und Nitrile.                                                        | [ 15 ]              |
| Reaktionsschema von-Braun-Amid-Abbau                    |                     |                                                                                    | |                                                                                   |                     |
| von-Braun-Reaktion                                      |                     |                                                                                    | |                                                                                   |                     |
| Julius von Braun                                        | 1907                | tertiäre Amine, Bromcyan                                                           | Nukleophile Substitution                                                                              | substituierte Cyanamide                                                           | [ 16 ]              |
| Reaktionsschema von-Braun-Reaktion                      |                     |                                                                                    | |                                                                                   |                     |
| von-Braun-Rudolph-Synthese                              |                     |                                                                                    | |                                                                                   |                     |
| Julius von Braun, Walter Rudolph                        | 1941                | Imidazolchloride, Stickstoffwasserstoffsäure                                       | Cyclisierung                                                                                          | Imidazole                                                                         | [ 17 ]              |
| Reaktionsschema von-Braun-Rudolph-Synthese              |                     |                                                                                    | |                                                                                   |                     |
| von-Richter-Cinnolinsynthese                            |                     |                                                                                    | |                                                                                   |                     |
| Victor von Richter                                      | 1883                | o-Aminoarylpropiolsäuren, salpetrige Säure                                         | Diazotierung, Hydratisierung, Cyclisierung                                                            | Cinnoline                                                                         | [ 18 ]              |
| Reaktionsschema von-Richter-Cinnolinsynthese            |                     |                                                                                    | |                                                                                   |                     |
| von-Richter-Umlagerung                                  |                     |                                                                                    | |                                                                                   |                     |
| Victor von Richter                                      | 1871                | Nitrobenzole, Kaliumcyanid                                                         | nucleophile aromatische Substitution                                                                  | aromatische Carbonsäuren                                                          | [ 19 ]              |
| Reaktionsschema von-Richter-Umlagerung                  |                     |                                                                                    | |                                                                                   |                     |
| Vorbrüggen-Glycosidierung                               |                     |                                                                                    | |                                                                                   |                     |
| Helmut Vorbrüggen                                       | 1970                | peracylierte Zucker, silylierte heterocyclische Basen, Lewis-Säure                 | Glycosidierung                                                                                        | N-Glycoside                                                                       | [ 20 ]              |
| Reaktionsschema Vorbrüggen-Glycosidierung               |                     |                                                                                    | |                                                                                   |                     |